# Tirreno–Adriatico 2010
Das 45. Radrennen Tirreno–Adriatico fand vom 10. bis 16. März 2010 statt. Es führte in sieben Etappen über eine Distanz von 1274 Kilometern. Das Rennen gehört zum UCI World Calendar 2010.
Sowohl der Erst- als auch der Zweitplatzierte wiesen am Ende der letzten Etappe die gleiche Zeit auf. Garzelli wurde bei den beiden Zwischensprints der letzten Etappe je Dritter, bekam jeweils eine Sekunde Zeitbonifikation und konnte so auf Scarponi aufschließen. Nach dem Reglement des Rennens wurden die Platzierungen der beiden Kontrahenten addiert, wodurch Garzelli mit 152 zu 183 gegen Scarponi klar die besseren Platzierungen aufzuweisen hatte. Damit ging der Sieg in der Einzelwertung an den Italiener Stefano Garzelli.

## Teams
Folgende Teams nahmen an dieser Austragung der Rundfahrt teil:
ProTeams
- Team Milram
- Omega Pharma-Lotto
- Quick Step
- Team Saxo Bank
- Caisse d’Epargne
- Euskaltel-Euskadi
- Lampre-Farnese Vini
- Garmin-Transitions
- Team HTC-Columbia
- ag2r La Mondiale
- Française des Jeux
- Rabobank
- Team Astana
- Team Sky
- Katjuscha

Professional Continental Teams
- BMC Racing Team
- Acqua & Sapone
- CSF Group-Navigare
- ISD-Neri
- Liquigas-Doimo
- Serramenti PVC Diquigiovanni-Androni Giocattoli
- Cervélo TestTeam

## Etappen
| Etappe    | Tag      | Start–Ziel                            | km  | Typ         | Etappensieger        | Gesamtwertung    |
| --------- | -------- | ------------------------------------- | --- | ----------- | -------------------- | ---------------- |
| 1. Etappe | 10. März | Livorno – Rosignano Solvay            | 148 | Flachetappe | Linus Gerdemann      | Linus Gerdemann  |
| 2. Etappe | 11. März | Montecatini Terme – Montecatini Terme | 165 | Flachetappe | Tom Boonen           | Linus Gerdemann  |
| 3. Etappe | 12. März | San Miniato – Monsummano Terme        | 159 | Flachetappe | Daniele Bennati      | Daniele Bennati  |
| 4. Etappe | 13. März | San Gemini – Chieti                   | 243 | Bergetappe  | Michele Scarponi     | Michele Scarponi |
| 5. Etappe | 14. März | Chieti – Colmurano                    | 134 | Bergetappe  | Enrico Gasparotto    | Michele Scarponi |
| 6. Etappe | 15. März | Montecosaro – Macerata                | 134 | Flachetappe | Mikhail Ignatiev     | Michele Scarponi |
| 7. Etappe | 16. März | Civitanova Marche – San Benedetto     | 164 | Flachetappe | Edvald Boasson Hagen | Stefano Garzelli |

## Trikots im Rennverlauf
| Etappe    | Gesamtwertung    | Punktewertung    | Bergwertung       | Nachwuchswertung       | Teamwertung         |
| --------- | ---------------- | ---------------- | ----------------- | ---------------------- | ------------------- |
| 1. Etappe | Linus Gerdemann  | Linus Gerdemann  | Dmytro Hrabowskyj | José Joaquín Rojas Gil | Colnago-CSF Inox    |
| 2. Etappe | Linus Gerdemann  | Linus Gerdemann  | Dmytro Hrabowskyj | José Joaquín Rojas Gil | Colnago-CSF Inox    |
| 3. Etappe | Daniele Bennati  | Daniele Bennati  | Diego Caccia      | José Joaquín Rojas Gil | Team Astana         |
| 4. Etappe | Michele Scarponi | Daniele Bennati  | Diego Caccia      | Rigoberto Urán         | Androni Giocattoli  |
| 5. Etappe | Michele Scarponi | Daniele Bennati  | Dmytro Hrabowskyj | Robert Gesink          | Team Astana         |
| 6. Etappe | Michele Scarponi | Stefano Garzelli | Dmytro Hrabowskyj | Robert Gesink          | Lampre-Farnese Vini |
| 7. Etappe | Stefano Garzelli | Stefano Garzelli | Dmytro Hrabowskyj | Robert Gesink          | Lampre-Farnese Vini |